# Siennesis I
Siennesis I (en llatí Syennesis, en grec antic Συέννεσις) fou un rei de Cilícia del segle vi aC.
Heròdot diu que va ser el que va negociar un tractat de pau entre Aliates II de Lídia i Ciaxares de Mèdia després de la famosa batalla de l'Eclipsi que va tenir lloc el 28 de maig del 585 aC després de cinc anys de guerra. La negociació de Siennesis va portar a la pau i a un enllaç matrimonial entre medes i lidis (Arienis, filla d'Aliates, es va casar amb Astíages de Mèdia fill de Ciaxares). Es sospita que el seu successor va ser Appuasu, probablement el seu fill.